# STS-49
STS-49 — первый полёт космического челнока «Индевор», 47-й полёт Спейс шаттла.
Основной целью миссии STS-49 был захват спутника Intelsat 603, который не смог покинуть околоземную орбиту за два года до этого. Астронавты должны были прикрепить к спутнику разгонный блок, который, работая как межорбитальный буксир, перевёл бы спутник на высокоэллиптическую орбиту, с дальнейшим переходом на целевую геостационарную орбиту. После нескольких попыток захват был совершён, для проведения работы впервые совершили выход в открытый космос из одного корабля сразу три человека, также был установлен рекорд длительности пребывания космонавта за бортом корабля, побитый только в 2001 году в полёте STS-102. Впервые использовался парашют при посадке челнока.

## Экипаж
- (НАСА): Дэниел Бранденстайн (Daniel C. Brandenstein) (4) — командир;
- (НАСА): Кевин Чилтон (Kevin P. Chilton) (1) — пилот;
- (НАСА): Пьерр Туот (Pierre J. Thuot) (2) — специалист полёта 1;
- (НАСА): Кэтрин Торнтон (Kathryn C. Thornton) (2) — специалист полёта 2;
- (НАСА): Ричард Хиб (Richard J. Hieb) (2) — специалист полёта 3;
- (НАСА): Томас Эйкерс (Thomas D. Akers) (2) — специалист полёта 4;
- (НАСА): Брюс Мелник (Bruce E. Melnick) (2) — специалист полёта 5.

## Выходы в открытый космос
В ходе полёта осуществлено четыре выхода в открытый космос.
- Выход 1 —  Туот и Хиб
- Начало: 10 мая 1992 — 20:40 UTC
- Окончание: 11 мая — 00:23 UTC
- Продолжительность: 3 часа 43 минуты

Неудачные попытки захвата спутника «Intelsat VI»
- Выход 2 —  Туот и Хиб
- Начало: 11 мая — 21:05 UTC
- Окончание: 12 мая — 02:35 UTC
- Продолжительность: 5 часов 30 минут

Неудачные попытки захвата спутника «Intelsat VI»
- Выход 3 —  Туот, Хиб и Эйкерс
- Начало: 13 мая 1992 — 21:17 UTC
- Окончание: 14 мая — 05:46 UTC
- Продолжительность: 8 часов 29 минут

Захват и ремонт спутника «Intelsat VI». Первый выход в открытый космос одновременно трёх человек
- Выход 4 —  Торнтон и Эйкерс
- Начало: 14 мая 1992 — ~21:00 UTC
- Окончание: 15 мая — ~04:45 UTC
- Продолжительность: 7 часов 44 минут

Выход Торнтон и Эйкера не был связан с работами над спутником, его предназначение состояло в отработке методов сборки структур в открытом космосе (ASEM), что было нужно для оценки усилий, которые потребовались бы при сборке станции «Фридом».

## Эмблема
Эмблема насыщена духом космических исследований, унаследованном от морских судов, открывавших неизведанные земли и океаны. В центре рисунка — парусник «Индевор», прославившийся в 18 веке научной экспедицией в южной части Тихого океана под командованием капитана Джеймса Кука. Как и исторический корабль, шаттл «Индевор» расширяет горизонты космической деятельности в своём первом полёте. Цвета развевающихся над парусником флагов повторяют расцветку флагов двух школ, предложивших название для нового шаттла: средней школы г. Сенатобия (штат Миссисипи) и школы г. Таллула-Фоллс (штат Джорджия). Сочетания из 4-х и 9-ти звёзд, стилизованных под морскую пену, рассекаемую форштевнем судна, обозначают номер миссии по кодификации НАСА.

## Галерея

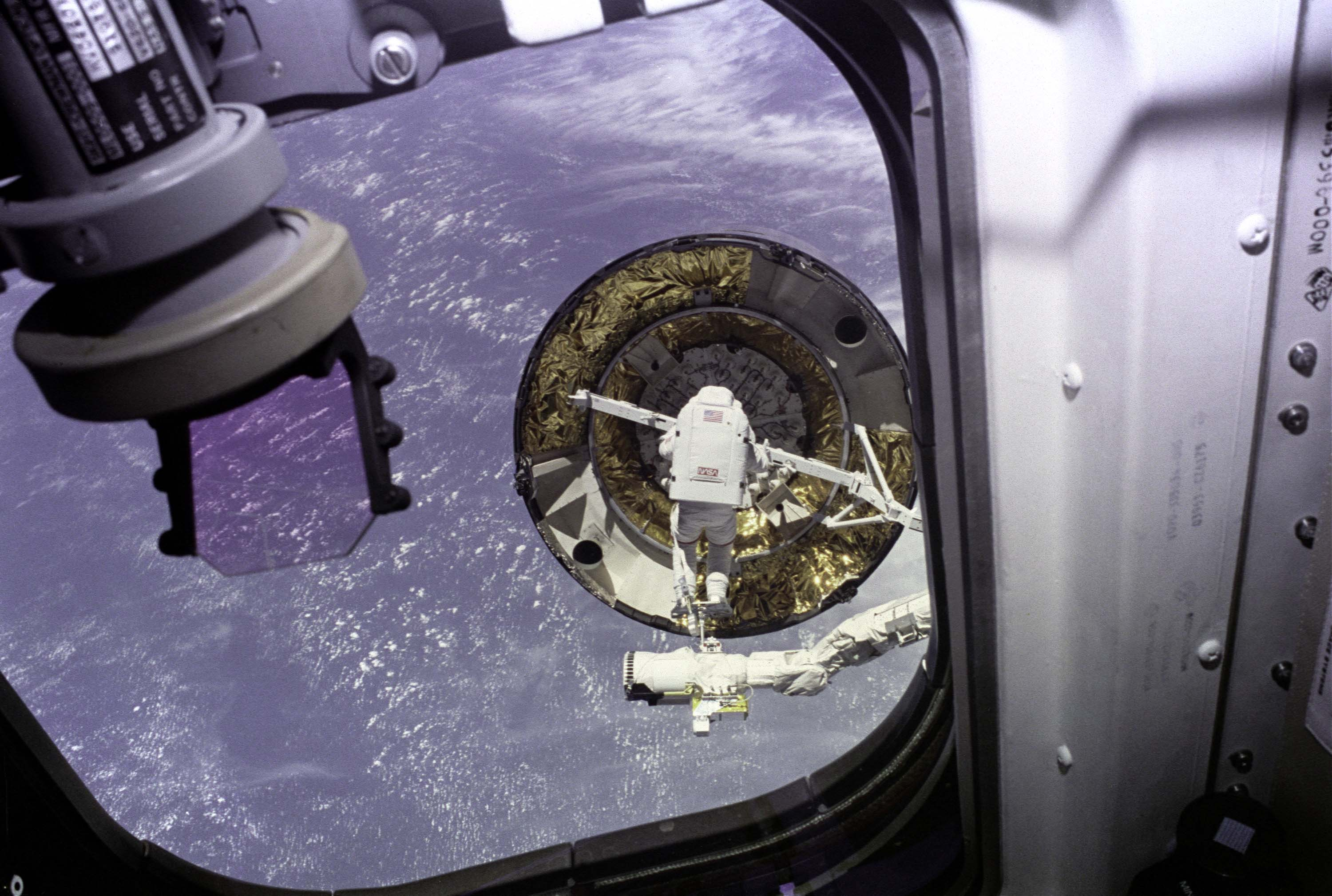
Туот с помощью дистанционного манипулятора делает попытку захвата
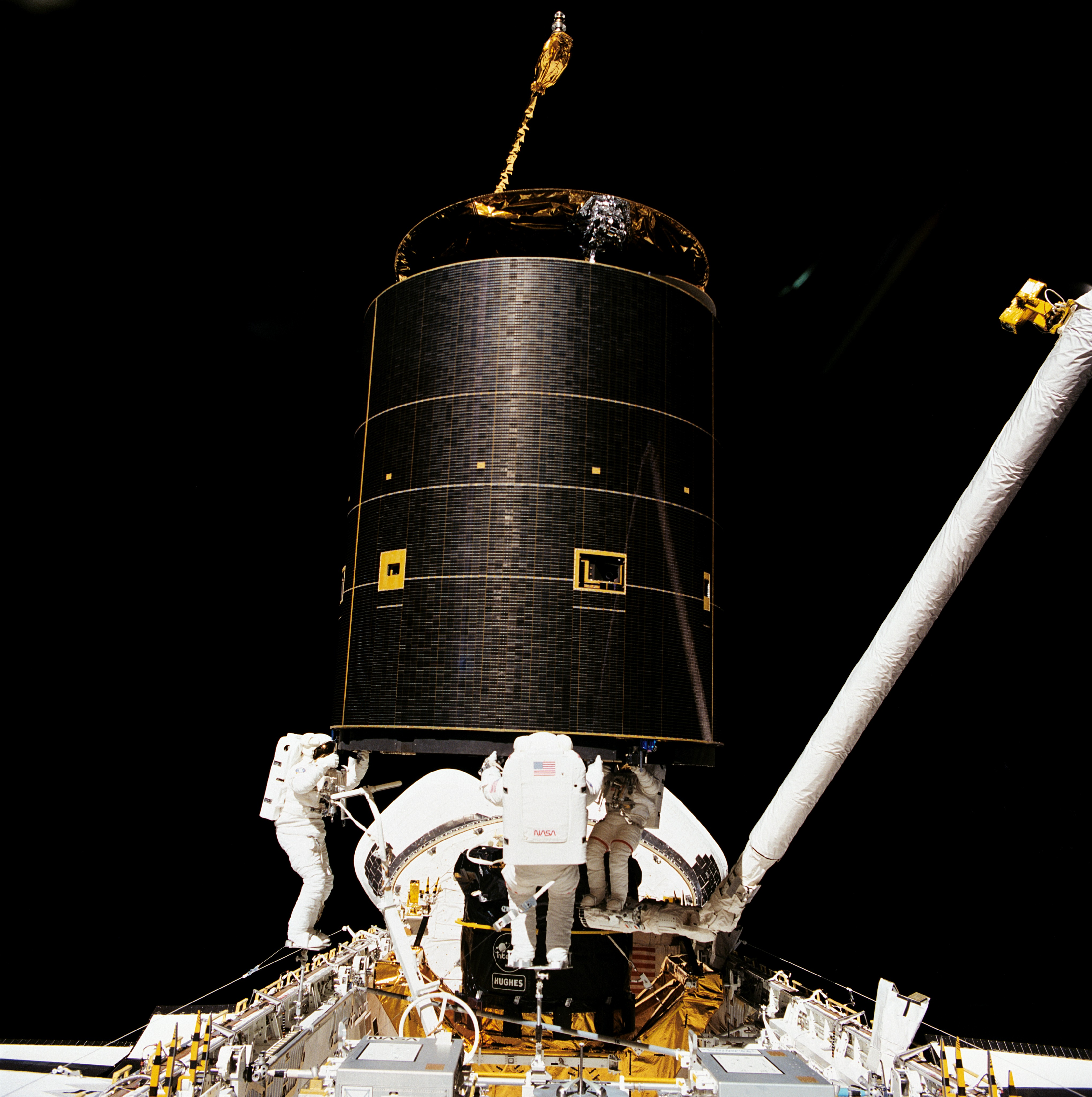
Захват спутника Интелсат VI
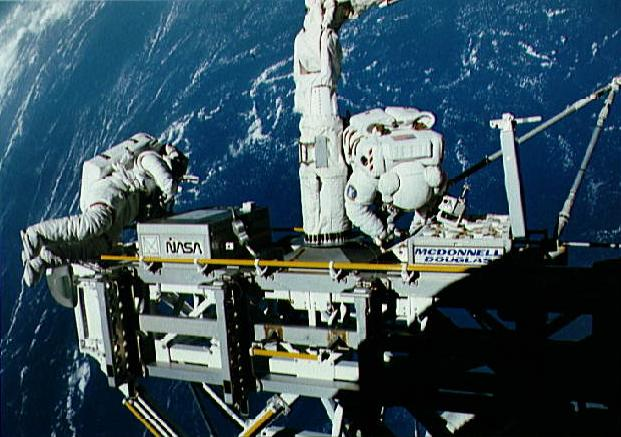
Торнтон и Эйкерс работают над сборкой пирамидальной фермы ASEM